# Комсомольський (Караідельський район)
Комсомо́льський (рос. Комсомольский, башк. Комсомол) — село (у минулому селище) у складі Караідельського району Башкортостану, Росія. Входить до складу Караярської сільської ради.
Населення — 491 особа (2010; 549 у 2002).
Національний склад:
- башкири — 71 %